# For the Birds
For the Birds je čtvrté studiové album irské skupiny The Frames. Bylo vydáno 2. dubna 2001 pod vydavatelstvím Plateau Records. Předchozí album Dance The Devil bylo vydáno o dva roky dříve.
Určitou "zvláštností" na tomto albu je fakt, že bylo jako první vydané ve vlastním vydavatelství, výše zmíněném Plateau Records, tudíž je nahrané na vlastní náklady a bez jakéhokoliv zásahu "zvenčí" - prostě podle představ kapely

## Seznam skladeb
1. „In The Deep Shade“ (3:29)
2. „Lay Me Down“ (3:11)
3. „What Happens When The Heart Just Stops“ (4:20)
4. „Headlong“ (5:20)
5. „Fighting On The Stairs“ (3:22)
6. „Giving Me Wings“ (3:34)
7. „Early Bird“ (5:04)
8. „Friends And Foe“ (4:07)
9. „Santa Maria“ (6:57)
10. „Disappointed“ (3:09)
11. „Mighty Sword“ (9:42)